# World Series 1946
Le World Series 1946 sono state la 43ª edizione della serie di finale della Major League Baseball al meglio delle sette partite tra i campioni della National League (NL) 1946, i St. Louis Cardinals e quelli della American League (AL), i Boston Red Sox. A vincere il loro sesto titolo furono i Cardinals per quattro gare a tre.
La stagione vide il ritorno di diversi giocatori dal servizio militare dopo la seconda guerra mondiale. Queste furono le uniche World Series disputate in carriera da Ted Williams, uno dei migliori giocatori della storia di Boston e di tutti i tempi. Questi giocò la serie con un infortunio che ne limitò fortemente le prestazioni. Per i Cardinals si trattò del terzo titolo negli ultimi cinque anni, superando gli stessi Red Sox e i Philadelphia Athletics come seconda squadra per numero di vittorie dopo i New York Yankees.

## Sommario
St. Louis ha vinto la serie, 4-3.
| Gara | Data       | Risultato                                               | Punteggio        | Tempo | Pubblico |
| ---- | ---------- | ------------------------------------------------------- | ---------------- | ----- | -------- |
| 1    | 6 ottobre  | Boston Red Sox – 3, St. Louis Cardinals – 2 (10 inning) | Sportsman's Park | 2:39  | 36.218   |
| 2    | 7 ottobre  | Boston Red Sox – 0, St. Louis Cardinals – 3             | Sportsman's Park | 1:56  | 35.815   |
| 3    | 9 ottobre  | St. Louis Cardinals – 0, Boston Red Sox – 4             | Fenway Park      | 1:54  | 34.500   |
| 4    | 10 ottobre | St. Louis Cardinals – 12, Boston Red Sox – 3            | Fenway Park      | 2:31  | 35.645   |
| 5    | 11 ottobre | St. Louis Cardinals – 3, Boston Red Sox – 6             | Fenway Park      | 2:23  | 35.982   |
| 6    | 13 ottobre | Boston Red Sox – 1, St. Louis Cardinals – 4             | Sportsman's Park | 1:56  | 35.768   |
| 7    | 15 ottobre | Boston Red Sox – 3, St. Louis Cardinals – 4             | Sportsman's Park | 2:17  | 36.143   |

## Hall of Famer coinvolti
- Umpire: Cal Hubbard, Al Barlick
- Cardinals: Stan Musial, Red Schoendienst, Enos Slaughter
- Red Sox: Joe Cronin‡ (man.), Bobby Doerr, Ted Williams

‡ introdotto come giocatore